# Bundestagswahlkreis Eichsfeld – Nordhausen – Kyffhäuserkreis
Der Bundestagswahlkreis Eichsfeld – Nordhausen – Kyffhäuserkreis (Wahlkreis 188; bis zur Bundestagswahl 2021 Wahlkreis 189) ist seit der Bundestagswahl 2017 ein Wahlkreis in Thüringen. Er umfasst die Landkreise Nordhausen, Eichsfeld und den Kyffhäuserkreis.
Die unmittelbaren Vorgängerwahlkreise waren die Wahlkreise Eichsfeld – Nordhausen – Unstrut-Hainich-Kreis I und  Kyffhäuserkreis – Sömmerda – Weimarer Land I. Zur Bundestagswahl 2017 schied der Nordteil des Unstrut-Hainich-Kreises aus dem Wahlkreis aus, während der Kyffhäuserkreis neu zum Wahlkreis hinzu kam. Die Änderung der Wahlkreiseinteilung wurde dadurch erforderlich, da Thüringen zur Bundestagswahl 2017 einen Wahlkreis verlor.

## Bundestagswahl 2025
| Kandidaten                       | Kandidaten                       | Parteien/Listen       | Erststimmen | Erststimmen | Zweitstimmen | Zweitstimmen |
| Kandidaten                       | Kandidaten                       | Parteien/Listen       | Stimmen     | %           | Stimmen      | %            |
| -------------------------------- | -------------------------------- | --------------------- | ----------- | ----------- | ------------ | ------------ |
|                                  | Mohamed Sayed                    | SPD                   | 14.361      | 8,7         | 14.094       | 8,6          |
|                                  | David Gregosz                    | CDU                   | 45.728      | 27,8        | 38.445       | 23,3         |
|                                  | Kai Klemm-Lorenz                 | Bündnis 90/Die Grünen | 3.000       | 1,8         | 4.429        | 2,7          |
|                                  | Marcel Hardrath                  | FDP                   | 3.815       | 2,3         | 4.885        | 3,0          |
|                                  | Christopher Drößlergewählt im WK | AfD                   | 65.033      | 39,5        | 64.146       | 38,9         |
|                                  | Donata Vogtschmidt               | Die Linke             | 19.527      | 11,9        | 21.894       | 13,3         |
|                                  | –                                | Freie Wähler          | –           | –           | 1.702        | 1,0          |
|                                  | –                                | Volt                  | –           | –           | 485          | 0,3          |
|                                  | Ilka May                         | MLPD                  | 342         | 0,2         | 174          | 0,1          |
|                                  | –                                | Bündnis Deutschland   | –           | –           | 374          | 0,2          |
|                                  | Robert Henning                   | BSW                   | 12.712      | 7,7         | 14.085       | 8,6          |
| Gesamt                           | Gesamt                           | Gesamt                | 164.518     | 100         | 164.713      | 100          |
|                                  |                                  |                       |             |             |              |              |
| Ungültige Stimmen                | Ungültige Stimmen                | Ungültige Stimmen     | 1.355       | 0,8         | 1.160        | 0,7          |
| Wähler                           | Wähler                           | Wähler                | 165.873     | 80,3        | 165.873      | 80,3         |
| Wahlberechtigte                  | Wahlberechtigte                  | Wahlberechtigte       | 206.544     |             | 206.544      |              |
|                                  |                                  |                       |             |             |              |              |
| Quellen: Die Bundeswahlleiterin, |                                  |                       |             |             |              |              |

## Wahlkreisgeschichte

Wahlkreis 189 (2009–2013)

| Wahl      | Wahlkreisname                                        | Gebiet |
| --------- | ---------------------------------------------------- | --- |
| 1990–1998 | 296 Nordhausen – Worbis – Heiligenstadt              | Landkreis Nordhausen, Landkreis Worbis, Landkreis Heiligenstadt |
| 2002      | 190 Eichsfeld – Nordhausen                           | Landkreis Nordhausen, Landkreis Eichsfeld |
| 2005      | 190 Eichsfeld – Nordhausen – Unstrut-Hainich-Kreis I | Landkreis Nordhausen, Landkreis Eichsfeld, vom Unstrut-Hainich-Kreis die Gemeinden Mühlhausen, Anrode, Dünwald und Unstruttal sowie die Verwaltungsgemeinschaft Hildebrandshausen/Lengenfeld unterm Stein |
| 2009–2013 | 189 Eichsfeld – Nordhausen – Unstrut-Hainich-Kreis I | Landkreis Nordhausen, Landkreis Eichsfeld, vom Unstrut-Hainich-Kreis die Gemeinden Mühlhausen, Anrode, Dünwald und Unstruttal sowie die Verwaltungsgemeinschaft Hildebrandshausen/Lengenfeld unterm Stein |
| 2017–2021 | 189 Eichsfeld – Nordhausen – Kyffhäuserkreis         | Landkreis Nordhausen, Landkreis Eichsfeld, Kyffhäuserkreis |
| 2025–     | 188 Eichsfeld – Nordhausen – Kyffhäuserkreis         | Landkreis Nordhausen, Landkreis Eichsfeld, Kyffhäuserkreis |

## Wahlkreisabgeordnete
| Wahl | Abgeordneter | Abgeordneter        | Partei | Stimmen in % |
| ---- | ------------ | ------------------- | ------ | ------------ |
| 1990 |              | Gerhard Reddemann   | CDU    | 56,6         |
| 1994 |              | Manfred Grund       | CDU    | 51,4         |
| 1998 | 40,1         | Manfred Grund       | CDU    |              |
| 2002 | 41,3         | Manfred Grund       | CDU    |              |
| 2005 | 37,4         | Manfred Grund       | CDU    |              |
| 2009 | 43,0         | Manfred Grund       | CDU    |              |
| 2013 | 49,8         | Manfred Grund       | CDU    |              |
| 2017 | 38,0         | Manfred Grund       | CDU    |              |
| 2021 | 26,6         | Manfred Grund       | CDU    |              |
| 2025 |              | Christopher Drößler | AfD    | 39,5         |

## Historische Wahlergebnisse

### Bundestagswahl 2021
| Kandidaten                       | Kandidaten                 | Parteien/Listen   | Erststimmen | Erststimmen | Zweitstimmen | Zweitstimmen |
| Kandidaten                       | Kandidaten                 | Parteien/Listen   | Stimmen     | %           | Stimmen      | %            |
| -------------------------------- | -------------------------- | ----------------- | ----------- | ----------- | ------------ | ------------ |
|                                  | Manfred Grundgewählt im WK | CDU               | 40.599      | 26,6        | 33.662       | 22,0         |
|                                  | Jürgen Pohl                | AfD               | 34.645      | 22,7        | 34.296       | 22,5         |
|                                  | Sigrid Hupach              | Die LINKE         | 16.586      | 10,9        | 15.166       | 9,9          |
|                                  | Anne Bressem               | SPD               | 34.010      | 22,3        | 37.282       | 24,4         |
|                                  | Patrick Kurth              | FDP               | 10.348      | 6,8         | 13.695       | 9,0          |
|                                  | Heike Möller               | GRÜNEN            | 5.901       | 3,9         | 7.176        | 4,7          |
|                                  | Helmut Günther             | FREIE WÄHLER      | 3.981       | 2,6         | 2.826        | 1,9          |
|                                  | Katja Staffehl             | Die PARTEI        | 3.076       | 2,0         | 1.668        | 1,1          |
|                                  | –                          | NPD               | –           | –           | 626          | 0,4          |
|                                  | Marius Braun               | ÖDP               | 849         | 0,6         | 478          | 0,3          |
|                                  | –                          | PIRATEN           | –           | –           | 483          | 0,3          |
|                                  | –                          | V-Partei³         | –           | –           | 80           | 0,1          |
|                                  | Kurt Kleffel               | MLPD              | 366         | 0,2         | 255          | 0,2          |
|                                  | Andreas Schneider          | dieBasis          | 2.129       | 1,4         | 1.975        | 1,3          |
|                                  | –                          | MENSCHLICHE WELT  | –           | –           | 356          | 0,2          |
|                                  | –                          | Die Humanisten    | –           | –           | 117          | 0,1          |
|                                  | –                          | Tierschutzpartei  | –           | –           | 2.049        | 1,3          |
|                                  | –                          | Team Todenhöfer   | –           | –           | 210          | 0,1          |
|                                  | –                          | Volt              | –           | –           | 278          | 0,2          |
| Gesamt                           | Gesamt                     | Gesamt            | 152.490     | 100         | 152.678      | 100          |
|                                  |                            |                   |             |             |              |              |
| Ungültige Stimmen                | Ungültige Stimmen          | Ungültige Stimmen | 1.998       | 1,3         | 1.810        | 1,2          |
| Wähler                           | Wähler                     | Wähler            | 154.488     | 73,8        | 154.488      | 73,8         |
| Wahlberechtigte                  | Wahlberechtigte            | Wahlberechtigte   | 209.203     |             | 209.203      |              |
|                                  |                            |                   |             |             |              |              |
| Quellen: Die Bundeswahlleiterin, |                            |                   |             |             |              |              |

### Bundestagswahl 2017
Die Bundestagswahl 2017 fand am 24. September statt. Im neu zugeschnittenen Wahlkreis konnte Manfred Grund (CDU) sein Direktmandat verteidigen, gleichwohl schwächte sich durch den Neuzuschnitt der Einfluss der CDU-Hochburg des katholischen Eichsfelds etwas ab. Einige Eichsfeld-Orte aus dem nördlichen Unstrut-Hainich-Kreis gehören nun zum angrenzenden Wahlkreis 190.
| Kandidaten                     | Kandidaten                 | Parteien/Listen   | Erststimmen | Erststimmen | Zweitstimmen | Zweitstimmen |
| Kandidaten                     | Kandidaten                 | Parteien/Listen   | Stimmen     | %           | Stimmen      | %            |
| ------------------------------ | -------------------------- | ----------------- | ----------- | ----------- | ------------ | ------------ |
|                                | Manfred Grundgewählt im WK | CDU               | 59.318      | 38,0        | 52.667       | 33,8         |
|                                | Kersten Steinke            | DIE LINKE         | 23.848      | 15,3        | 22.613       | 14,5         |
|                                | Steffen-Claudio Lemme      | SPD               | 22.320      | 14,3        | 21.652       | 13,9         |
|                                | Jürgen Pohl                | AfD               | 33.402      | 21,4        | 32.854       | 21,1         |
|                                | Stephanie Kespohl          | GRÜNE             | 3.992       | 2,6         | 4.778        | 3,1          |
|                                | —                          | NPD               | –           | –           | 2.473        | 1,6          |
|                                | Ronald Krügel              | FDP               | 7.633       | 4,9         | 11.974       | 7,7          |
|                                | —                          | Piraten           | –           | –           | 503          | 0,3          |
|                                | Uwe Reiche                 | Freie Wähler      | 2.869       | 1,8         | 2.167        | 1,4          |
|                                | Karl-Edmund Vogt           | ödp               | 1.929       | 1,2         | 1.166        | 0,7          |
|                                | —                          | MLPD              | –           | –           | 153          | 0,1          |
|                                | —                          | BGE               | –           | –           | 865          | 0,6          |
|                                | —                          | DM                | –           | –           | 349          | 0,2          |
|                                | —                          | Die Partei        | –           | –           | 1.474        | 0,9          |
|                                | —                          | V-Partei³         | –           | –           | 241          | 0,2          |
|                                | Severin Rascopp            | Einzelbewerber    | 386         | 0,2         | –            | –            |
|                                | Eckehart Rieth             | Einzelbewerber    | 378         | 0,2         | –            | –            |
| Gesamt                         | Gesamt                     | Gesamt            | 156.075     | 100         | 155.929      | 100          |
|                                |                            |                   |             |             |              |              |
| Ungültige Stimmen              | Ungültige Stimmen          | Ungültige Stimmen | 2.264       | 1,4         | 2.410        | 1,5          |
| Wähler                         | Wähler                     | Wähler            | 158.339     | 73,1        | 158.339      | 73,1         |
| Wahlberechtigte                | Wahlberechtigte            | Wahlberechtigte   | 216.673     |             | 216.673      |              |
|                                |                            |                   |             |             |              |              |
| Quellen: Der Bundeswahlleiter, |                            |                   |             |             |              |              |